# Titularbistum Bir Seba
Das Bistum Bir Seba war ein Titularbistum der römisch-katholischen Kirche.
Der fiktive Bischofssitz war die Stadt Bir Seba (auch Beerscheba, heute Beʾer Scheva in Israel).
| Titularbischöfe von Bir Seba |                                                                             |                                                 |                                                 |
| Name                         | Amt                                                                         | von                                             | bis                                             |
| Johann OESA                  | Weihbischof im Erzbistum Magdeburg, im Bistum Naumburg und im Bistum Cammin | 22. August 1347                                 | um 1391                                         |
| Johann von Domersleben OESA  | Weihbischof im Bistum Havelberg                                             | erwähnt 1400                                    | erwähnt 1400                                    |
| Peter Rumelant OP            | Weihbischof im Bistum Brandenburg und im Bistum Havelberg                   | erwähnt 1426 (Brandenburg) und 1433 (Havelberg) | erwähnt 1426 (Brandenburg) und 1433 (Havelberg) |
| Wichmann                     | Weihbischof im Erzbistum Bremen und im Bistum Cammin                        | erwähnt 1446 bis 1449                           | erwähnt 1446 bis 1449                           |
| Johannes Sartoris OFM        | Weihbischof in Halberstadt                                                  | 14. März 1459                                   | 1466                                            |
| Georg Fabri OP               |                                                                             | 15. Januar 1490                                 | 1498                                            |

## Einzelnachweis
1. 1 2  Gottfried Wentz: Das Bistum Havelberg. Walter de Gruyter, Berlin & Leipzig, 1933 (Germania Sacra. Erste Abteilung. 2. Band), S. 78.